# Waiporia algida
Waiporia algida är en spindelart som först beskrevs av Forster 1956.  Waiporia algida ingår i släktet Waiporia och familjen Orsolobidae. Inga underarter finns listade i Catalogue of Life.